# Vossloh DE 18
Die Vossloh DE 18 ist eine von Vossloh Rolling Stock produzierte Baureihe dieselelektrisch angetriebener Lokomotiven für den schweren Rangier- und Streckendienst mit der Achsfolge Bo’Bo’. Es handelt sich um die ersten dieselelektrischen Lokomotiven aus dem ehemaligen MaK-Werk Kiel seit der Einstellung der Produktion der MaK DE 1002 im Jahr 1993. Etwa 60 % der Bauteile der DE 18 sind mit denjenigen der dieselhydraulischen Variante Vossloh G 18 deckungsgleich.
Vossloh stellte die Lokomotive erstmals auf der InnoTrans 2010 der Öffentlichkeit vor. Eine Zulassung nach TSI besteht seit 2014.

## Technische Merkmale

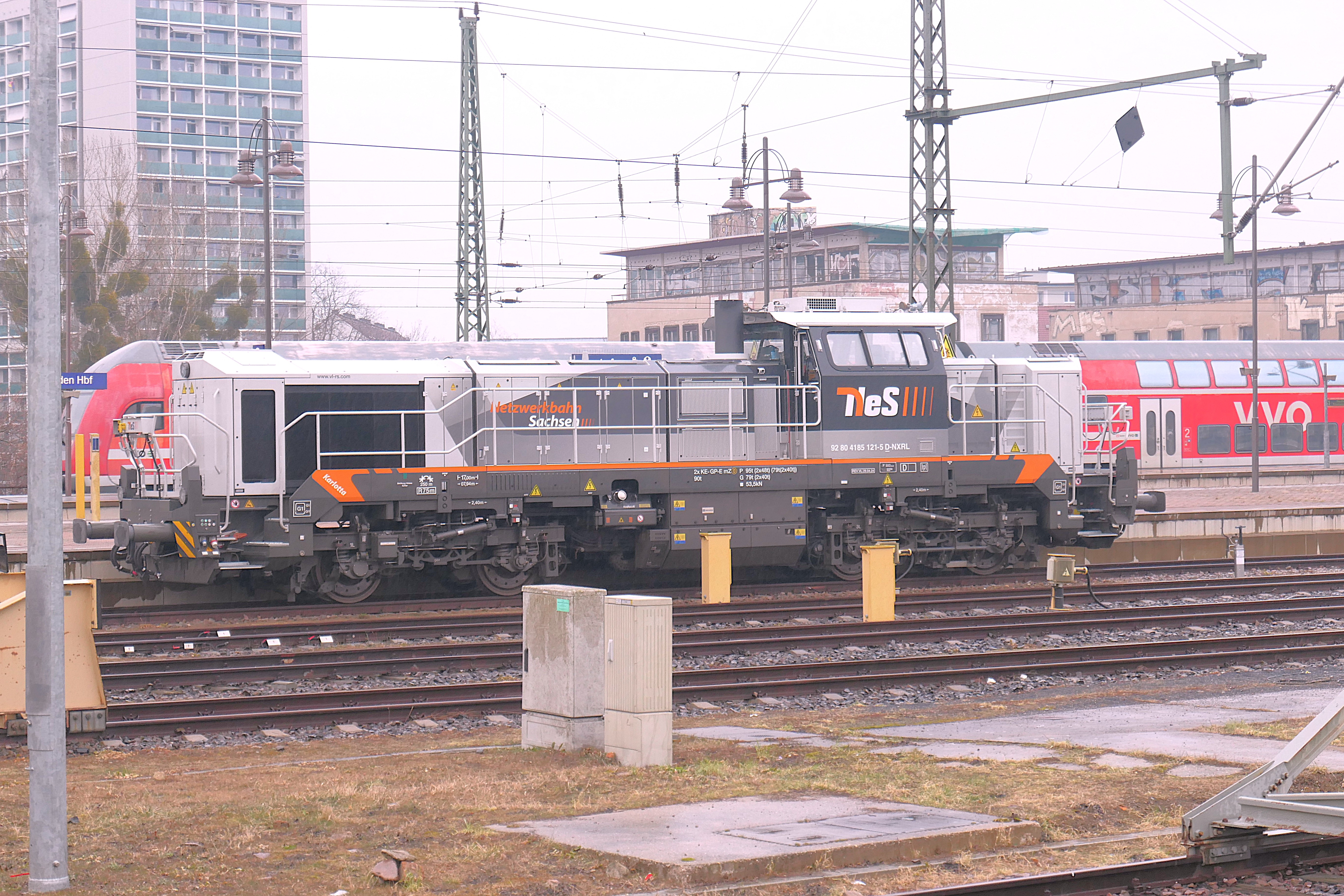
4185.121 der Netzwerkbahn Sachsen abgestellt in Dresden Hauptbahnhof

Die Konstruktion des Fahrzeuges entspricht nach Herstellerangaben der Crash-Norm EN 15227.
In der DE 18 wird der Motor MTU 12 V 4000 R 43/R84 verwendet. Diese Dieselmotoren leisten bis zu 1800 kW und weisen eine Nenndrehzahl von 1800 min−1 auf. Sie erfüllen die Anforderungen der Abgasnorm EU/2004/26 Stufe IIIA und sind für Stufe IIIB vorbereitet. Die Motoren der Reihe R84 wurden ab 2017 beschafft und unterschreiten die damals gültigen Emmistionsrichtlinien um ca. 50 %. Die Motoren mit MTU R84 Motoren werden deshalb vom Hersteller als DE 18 Stage V bezeichnet und als Reihe 4185.1 eingereiht. Dazu können alle Maschinen auf Kundenwunsch mit einem Rußpartikelfilter ausgerüstet werden. Die Motoren sind für die Verwendung erneuerbarer Kraftstoffe nach EN 15940 (SH) vorbereitet. Die Schallemissionen erfüllen die Anforderungen nach TSI Noise. Die Leistungsübertragung erfolgt AC/AC mit DC-Zwischenkreis mittels radsatzselektiver Steuerung. Die Anlage ist mit IGBT-Stromrichtern ausgerüstet. Die Maschinen bringen eine Anfahrzugkraft von maximal 291 kN auf. Die Lokomotive ist mit vier Bremssystemen ausgerüstet; einer Indirekten Bremse für den Zugverbahnd, einer Direkten Bremse für die Lok alleine, einer Widerstandsbremse und einer Federspeicherbremse als Feststellbremse. Die Leistung der elektrodynamischen Bremse beträgt maximal 1440 kW.
Mit einem Fahrzeuggewicht von 80 bis 90 t bringen es die Maschinen auf eine Radsatzlast von 20,0 bis 22,5 t. Sie können je nach Ausrüstung 3100 bis 4100 l Kraftstoff mitführen. Neben der Regelspurvariante mit einer Spurweite von 1435 mm ist auch eine Breitspurvariante mit einer Spurweite von 1520 mm lieferbar. Die Radsätze weisen einen Durchmesser von 1000 mm auf, der bis auf 920 mm abgefahren werden kann. Der kleinste befahrbare Bogenhalbmesser ist mit 55 m angegeben. Die DE 18 hat eine Länge von 17.000 mm über Puffer, ihre größte Höhe beträgt 4310 mm, die größte Breite 3080 mm.

## DE 18 SH
Vossloh bietet die DE 18 auch als Smart-Hybrid-Variante an. Durch den Austausch des 1000-Liter-Zusatztanks mit einem Lithium-Ionen-Akku wird die Leistung um kurzzeitig bis zu 592 kW erhöht, die Dauerleistung um 184 kW. Dienstmasse und Abmessungen bleiben unverändert, die Umrüstung soll auch nachträglich möglich sein. Die Nennkapazität der Traktionsbatterie beträgt 73,6 kWh, der Hersteller gibt die Lebensdauer einsatzabhängig mit 7.000 Ladezyklen, respektive 8-10 Jahre an. Das Laden der Batterien kann aus einer 400-V-Fremdstromversorgung oder mit optimiertem Ausnutzen des Wirkungsgrads über den Dieselmotor erfolgen. Je nach Lastprofil ist ein einstündiger Rangierbetrieb emissionsfrei durchführbar. Eine Start-Stopp-Funktion des Dieselmotors führt zu erhöhter Effizienz.
Die DE 18 SH ist seit 2024 in Deutschland, Frankreich, Belgien, Niederlande und Luxemburg zugelassen. Bezeichnet werden die Loks mit Smart Hybrid-Ausrüstung als Reihe 4185.2.
Eine weitere Hybridplattform für Strecken- und Rangierlokomotiven von Vossloh ist die Modula.

## Abnehmer und Einsatz der Lokomotiven
Vossloh lieferte die ersten beiden im Kundenauftrag hergestellten Maschinen an BASF aus. Die noch zuvor hergestellte, älteste DE 18 mit der Fahrzeugnummer 92 80 4185 001-9 D-VL kann in Völklingen im Werkverkehr von Saarstahl angetroffen werden, sie gehört der SaarRail GmbH. Die meisten Maschinen – die im Fahrzeugeinstellungsregister Vossloh selbst zugeordneten ausgenommen – wurden an Eiffage und die Gütersparte der luxemburgischen Eisenbahn CFL Cargo ausgeliefert, die jeweils elf Maschinen erwarben. Acht Loks gingen an die französische SNCF Geodis-Tochter AKIEM und sieben Exemplare an Europorte.
Die Westfälische Landeseisenbahn WLE und ihre Schwestergesellschaften Regionalverkehr Münsterland RVM und Regionalverkehr Ruhr-Lippe RLG beschafften 2018 bzw. 2019 insgesamt drei Exemplare.
Weitere Eisenbahnverkehrsunternehmen erwarben jeweils geringere Stückzahlen. Insgesamt stellte Vossloh seit 2010 über 130 Exemplare der DE 18 her.
Die Loks sind in Frankreich, Luxemburg und Deutschland, für die jeweils eine Länderzulassung existiert, im Streckendienst sowie schweren Rangier- bzw. Verschiebedienst anzutreffen.

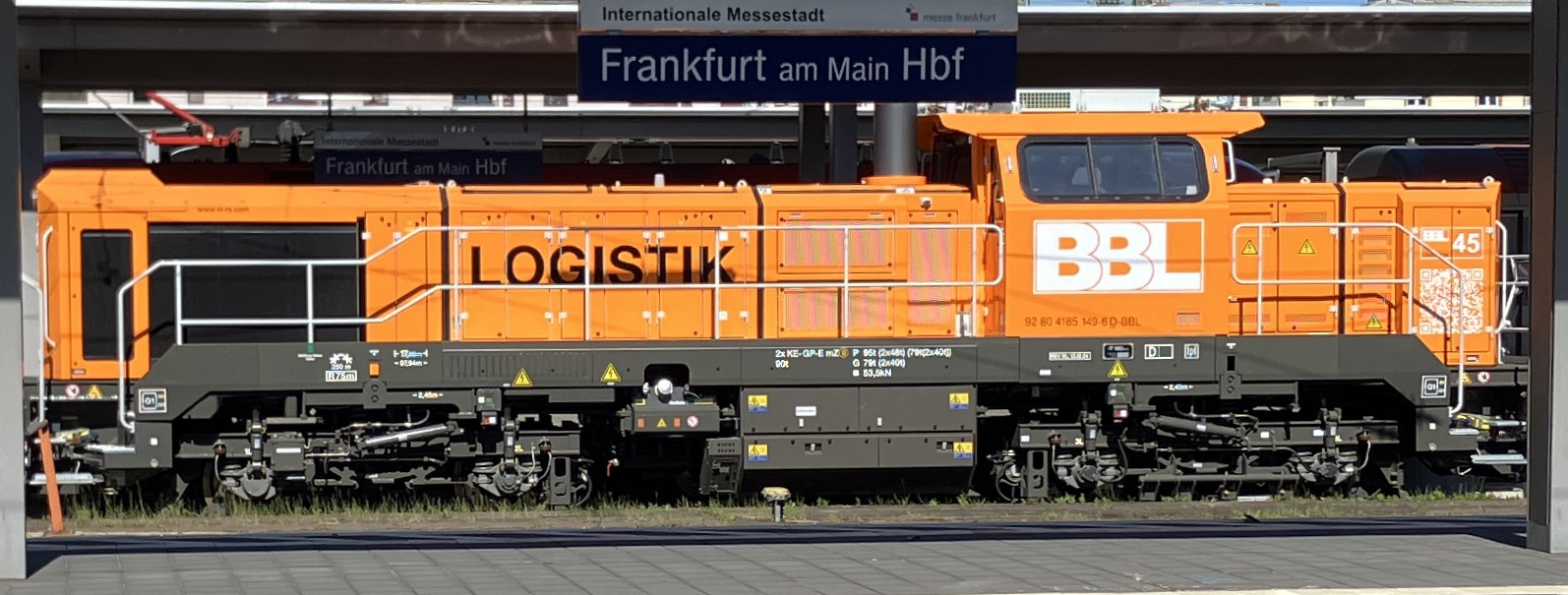
Vossloh DE18 (92 80 4185 149-6 D-BBL) von BBL Logistik am 7. April 2025 am Bahnsteig des Hbf. Frankfurt

2024 leaste die Deutsche Bahn 20 Lokomotiven aus dem Pool des Fahrzeugvermieters Nexrail. Im gleichen Jahr gingen 15 Modelle der DE18 an BBL Logistik. In Italien sind Lokomotiven der Reihe in Genua bei Mercitalia im Einsatz, jedoch besitzen die Lokomotiven DE 18 SH hier gegenwärtig noch keine Zulassung.
Im Januar 2025 wurde eine DE 18 an Max Bögl geliefert.